# Anisodes subroseata
Anisodes subroseata là một loài bướm đêm trong họ Geometridae.